# ألاربا
بلدية الأربعاء أو سوق الأربعاء أو (نقحرة: ألاربا) (بالإسبانية: Alarba) هي بلدية تقع في مقاطعة سرقسطة التابعة لمنطقة أرَغون شمال شرق إسبانيا.

## الديموغرافيا
بلغ عدد سكان بلدية الأربعاء 160 نسمة عام 2011 (وفقاً للمعهد الوطني الإسباني للإحصاء).
| 166 | 160 | 152 | 157 | 146 | 156 | 160 |